# Морозов, Владимир Николаевич
Влади́мир Никола́евич Моро́зов (род. 25 августа 1949) — российский дипломат. Чрезвычайный и полномочный посол (2007).

## Биография
Окончил МГИМО МИД СССР (1972). На дипломатической работе с 1972 года.
- В 1997—1999 годах — заместитель директора Департамента — Исполнительного секретариата МИД России.
- В 1999—2000 годах — заместителя директора Генерального секретариата (Департамента) — заместителя Генерального секретаря МИД России.
- С 15 сентября 2000 по 14 апреля 2005 года — чрезвычайный и полномочный посол Российской Федерации в Малайзии и Брунее по совместительству[1][2][3].
- С мая по октябрь 2005 года — заместитель директора Департамента кадров МИД России.
- В 2005—2010 — директор Департамента кадров МИД России.
- С 29 июня 2010 по 28 июля 2016 года — чрезвычайный и полномочный посол Российской Федерации в Австралии, а также в Вануату, Науру, Фиджи и Тувалу по совместительству[4][5][6][7][8][9].
- С 2017 года — заместитель директора Делового совета по сотрудничеству с Малайзией[10] (ДССМ).

## Семья
Женат, имеет сына и дочь.

## Награды
- Орден Дружбы (13 апреля 2006) — за заслуги в реализации внешнеполитического курса Российской Федерации и многолетнюю дипломатическую службу[11].
- Орден Почёта (20 апреля 2010) — за большой вклад в реализацию внешнеполитического курса Российской Федерации и многолетнюю добросовестную работу[12].
- Почётная грамота Президента Российской Федерации (9 октября 2014) — за вклад в реализацию внешнеполитического курса Российской Федерации и многолетнюю добросовестную работу[13].

## Дипломатический ранг
- Чрезвычайный и полномочный посланник 2 класса (20 февраля 1999)[14].
- Чрезвычайный и полномочный посланник 1 класса (10 декабря 2002)[15].
- Чрезвычайный и полномочный посол (28 ноября 2007)[16].